# Antonio Zamorano Herrera
Antonio Zamorano Herrera (La Ligua 30 september 1908 - Santiago 13 september 1995) was een Chileens Rooms-katholiek geestelijke en socialistisch politicus.

## Biografie
Zamorano was de zoon van een ondernemer. Hij studeerde aan het seminarie van de Franciscanen in Santiago en werd in 1932 tot priester gewijd. Na zijn priesterwijding vervolgde hij zijn opleiding aan de Katholieke Universiteit van Chili. Vervolgens was hij professor Grieks, Latijn, Hebreeuws, algebra en trigonometrie aan het seminarie van La Granja en aansluitend aan het seminarie van Iquique.
Van 1940 tot 1956 was hij als priester verbonden aan diverse parochies. Eind jaren vijftig werd hij van zijn pastorale taken ontheven en in 1964 trad hij in het huwelijk met Aurelia Julio Valdivia.
Zamorano was een actief lid van de Partido Socialista (Socialistische Partij) en was wethouder van de gemeente Zapallar. In 1957 werd hij als onafhankelijke kandidaat in de Kamer van Afgevaardigden gekozen. Een jaar later stelde hij zich kandidaat voor het presidentschap. Hij nam het tijdens de presidentsverkiezingen op tegen onder meer zijn oud-partijgenoot van de PS, Salvador Allende. Zamorano's kandidatuur werd gesteund door een partij die de naam Unión Nacional Laborista (Nationale Unie van de Arbeid) droeg. Deze partij was tot dan toe vrijwel onbekend. Zamorano kreeg 3,34% van de stemmen. Er wordt wel gesteld dat Zamorano werd gefinancierd door rechtse lobbygroepen om de kansen van Allende voor het presidentschap kleiner te maken. Allende kreeg bij de verkiezingen 28,85% van de stemmen en eindigde net achter de kandidaat van rechts, Jorge Alessandri, die 31,56% van de stemmen kreeg. Als Zamorano niet aan de verkiezingen had meegedaan had Allende waarschijnlijk de 3,34% die Zamorano had gekregen op zijn conto kunnen bijschrijven en had hij met 31,8% de eerste ronde van de presidentsverkiezingen gewonnen.
Tijdens de militaire dictatuur (1973-1990) steunde hij dictator Augusto Pinochet en het "ja"-kamp tijdens het referendum van 1980. Hij schreef propagandistische artikelen waarin hij het regime verdedigde en Pinochet weergaf als een kruisvaarder tegen het communisme.
Zamorano overleed op 13 september 1995 in Santiago.